# Грязи
Грязи (на руски: Грязи) е град в Русия, административен център на Грязински район, Липецка област. Населението на града към 1 януари 2018 е 46 492 души.